# Sitio de Acapulco (1813)

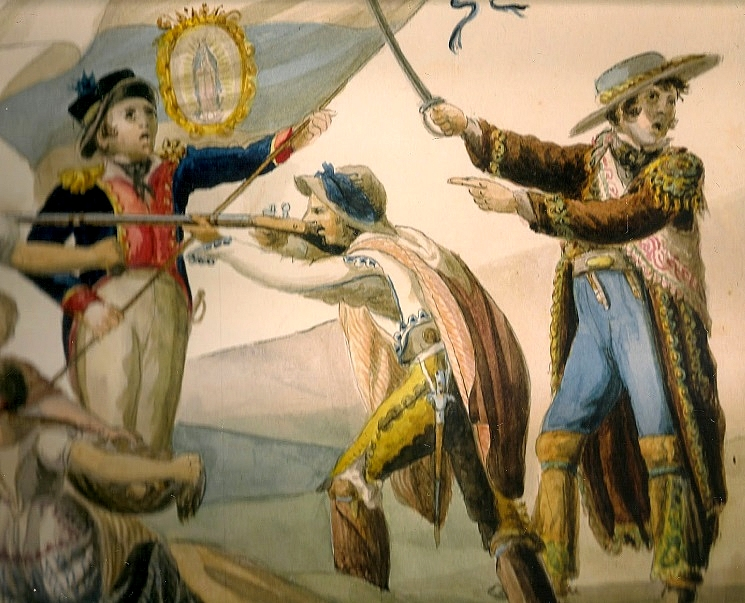
Bandera de los insurgentes durante el Sitio de Acapulco. Acuarela de Theubet de Beauchamp.

El Sitio de Acapulco se libró el 12 de abril de 1813, en Acapulco, actual estado de Guerrero durante la Guerra de Independencia de México. Luego de fuertes enfrentamientos entre las fuerzas insurgentes y las tropas realistas, los rebeldes logran sitiar Acapulco, apoderándose de la plaza. Las fuerzas españolas se refugiaron en el Fuerte de San Diego, donde lograron resistir hasta el 16 de agosto del mismo año, cuando se firmó un tratado de rendición entre José María Morelos y Pedro Antonio Vélez, defensor realista de la plaza de Acapulco. La victoria insurgente fue fundamental pues el puerto era uno de los puertos más importantes y parte fundamental a lo largo de su estrategia de guerra.
El puerto de San Blas, en manos españolas, desde su victoria en la batalla de Urepetiro de 1811, se convirtió en el principal  atraque de barcos en el Pacífico mexicano.
El 12 de abril de 1814 las tropas españolas comandadas por José Gabriel de Armijo recuperaron la ciudad incendiada días antes por los insurgentes, que permanecería en poder español hasta la consumación de la independencia mexicana en septiembre de 1821.